# Castejón de Tornos
Castejón de Tornos és un municipi de la comarca de Jiloca, a la província de Terol.